# Hohenstein (Turyngia)
Hohenstein – miejscowość i gmina w Niemczech, w kraju związkowym Turyngia, w powiecie Nordhausen.